# George C. Jenkins
George Clarke Jenkins (Baltimore, 19 de noviembre de 1908-Santa Mónica, 6 de abril de 2007) fue un diseñador de producción estadounidense.
Nacido en Baltimore, Maryland, estudió arquitectura en la Universidad de Pensilvania antes de partir para construir decorados. Hizo los escenarios y la iluminación de Rumple en 1957. Una nominación al Tony fue por su plató para el drama de Broadway de 1959 El milagro de Ana Sullivan. También diseñó los decorados de la obra de 1968 The Only Game in Town.
Compartió su Premio Óscar con George Gaines por la película de 1976 Todos los hombres del presidente. Posteriormente enseñó en el Universidad de California en Los Ángeles. Jenkins murió en su casa de Santa Mónica, California.

## Premios y nominaciones
Premios Óscar
| Año  | Categoría                  | Trabajo nominado     | Resultado |
| ---- | -------------------------- | -------------------- | --------- |
| 1979 | Mejor diseño de producción | El síndrome de China | Nominado  |